# Kocsis László (grafikus)
Kocsis László (Debrecen, 1969 –) illusztrátor. Kocsis László gépész szakrajzot tanult, majd huszonévesen közel-keleti utazásai során (Izrael, Sínai-félsziget, Jordánia, Egyiptom, Libanon) a helyi népek és kisebbségek ábrázolás világát figyelve, az ottani divatos és underground művészetet tanulmányozta. Későbbiekben, hazájába hazatérve ez az elegyes látványvilág az eurokeresztény kultúrával, szokásvilággal keveredett; eszköztáraihoz idomult, majd kétéves Egyesült Államokbeli utazásai során amerikai hatás alá került és a Mill Valley-i Artisan galéria tagjaként létrehozta a moduláris grafikát, amit akkor még Uneasy Eye Method-ként ismertek.
A moduláris grafika meghatározása létrehozója  szerint olyan művészeti irányzat, ahol nem az összefüggő vonalak és az általuk közrezárt területek határoznak meg egy alakot, hanem a különálló mértani testek, térbeli képletek vagy műszaki jelölések alkotnak értelmezhető képet.
Kocsis László így ír a stílusról: „Tusrajzaim igazából nem is léteznek. Szemfényvesztés az egész. Gömbök, négyzetek, lebegő téglatestek, műszaki rajz jelölések és kémiai vegyjelek bizonyos távolságból nézve hoznak létre arcot, emberi testet vagy épp egy sárkányt. Matematikai képletfolyamok, hangjegyek ívei, nem létező vonalak finom hajlatai jelölnek mosolyt, végtagokat, kiterjesztett szárnyakat és titkos mozdulatokat. Az, mi messziről alakot öltött forma, közelebbről érzékelve nem is létezik. Inkább vagyok illuzionista, mint grafikus”
„A szemlélő, ki közelebb merészkedik, kaotikusan lebegő tárgyak és testek halmaza között találja magát; melyek lassan láthatatlan ívek mentén rendeződnek, s vezetni kezdik a tekintetet. Az alakok hol térbéliek, hol kétdimenziósak, folyamatosan tördelve szét a képet külön-külön értelmet hordozó valóságterületekre. Eltávolodva a grafikáktól újra egy más rendezettségi mintázat jelenik meg közöttük; visszaadva a néző lelkét a nyugalomnak, s szemeit a könnyed szemlélődésnek.”
Kocsis László közel egy évtizedig csak ritkán készített tusrajzokat, elvétve alkotott, eközben azonban a moduláris grafika jelentős hullámot vetett az Amerikai Egyesült Államokban és észrevehető hatást gyakorolt, főként a nyugati parton alkotó művészekre. 2010 óta újra dolgozik. Jelenleg a Nagybányán alakult Maticska Jenőről elnevezett önképző kör tagja.
2013-ban a moduláris grafika mint stílus is megújul, új gyökereket ereszt, új modulokkal bővül, formai világa változik, új elemeket szív fel. Igényt mutat a fekete tus mellett az arany festék alkalmazására, az akvarell, illetve kísérleti technikák magába olvasztására.